# Autometasomatismo
Sotto il nome di autometasomatismo, sono descritti alcuni fenomeni di alterazione delle rocce.
La composizione mineralogica e la struttura delle rocce granitiche possono essere modificate dopo la cristallizzazione dei minerali silicati, ad opera di residui fluidi costituiti essenzialmente da acqua allo stato di vapore supercritico  o di liquido ad alta temperatura e da altre sostanze volatili.
Questi fluidi sfuggono dalla massa solidificata, attraversandola e disperdendosi attraverso fessure delle rocce incassanti; il loro passaggio provoca un insieme di reazioni metasomatiche in seguito alle quali la composizione mineralogica della roccia da poco solidificata (e delle rocce incassanti) viene modificata, con la comparsa di nuovi minerali prodotti per reazione tra minerali preesistenti e sostanze apportate dai fluidi metasomatizzanti, oppure per asportazione di alcuni elementi presenti nel reticolo di minerali e conseguente formazione di minerali diversi da quelli originari.
L'insieme di questi fenomeni, relativamente alla roccia intrusiva, va sotto il nome di autometasomatismo.
L'autometasomatismo idrotermale di rocce granitiche produce talvolta una roccia costituita essenzialmente da quarzo e caolinite, proveniente quest'ultima da alterazione idrotermale del feldspato potassico; l'eventuale plagioclasio albitico presente non è soggetto all'alterazione metasomatica. Parte del potassio liberato dal reticolo cristallino del feldspato potassico si ricombina a formare sericite, che è generalmente presente in questo tipo di rocce, unitamente a quarzo e a fluorite secondari. La maggior parte delle rocce granitiche presenta solo lievi tracce di caolinizzazione e seriticizzazione del feldspato potassico.
Esempi di rocce la cui genesi è da ricondurre all'autometasomatismo sono la luxullianite ed il greisen.